# Asasp-Arros
Pour les articles homonymes, voir Arros et Asasp.
Asasp-Arros [asasp aʁɔs] est une commune française, située dans le département des Pyrénées-Atlantiques en région Nouvelle-Aquitaine.

## Géographie

### Localisation
La commune d'Asasp-Arros se trouve dans le département des Pyrénées-Atlantiques, en région Nouvelle-Aquitaine.
Elle se situe à 41 km par la route de Pau, préfecture du département, et à 9 km d'Oloron-Sainte-Marie, sous-préfecture.
Les communes les plus proches sont : 
Lurbe-Saint-Christau (1,1 km), Eysus (2,8 km), Gurmençon (4,0 km), Issor (4,5 km), Agnos (4,6 km), Escot (5,1 km), Bidos (6,3 km), Issor (6,8 km).
Sur le plan historique et culturel, Asasp-Arros fait partie de la province du Béarn, qui fut également un État et qui présente une unité historique et culturelle à laquelle s’oppose une diversité frappante de paysages au relief tourmenté.

### Communes limitrophes
Les communes limitrophes sont  Agnos, Ance Féas, Ance, Aramits, Escot, Eysus, Gurmençon, Issor, Lurbe-Saint-Christau et Sarrance.
| Ance Féas | Agnos       | Gurmençon                   |
| Aramits   | Asasp-Arros | Eysus                       |
| Issor     | Sarrance    | Lurbe-Saint-Christau, Escot |

### Hydrographie

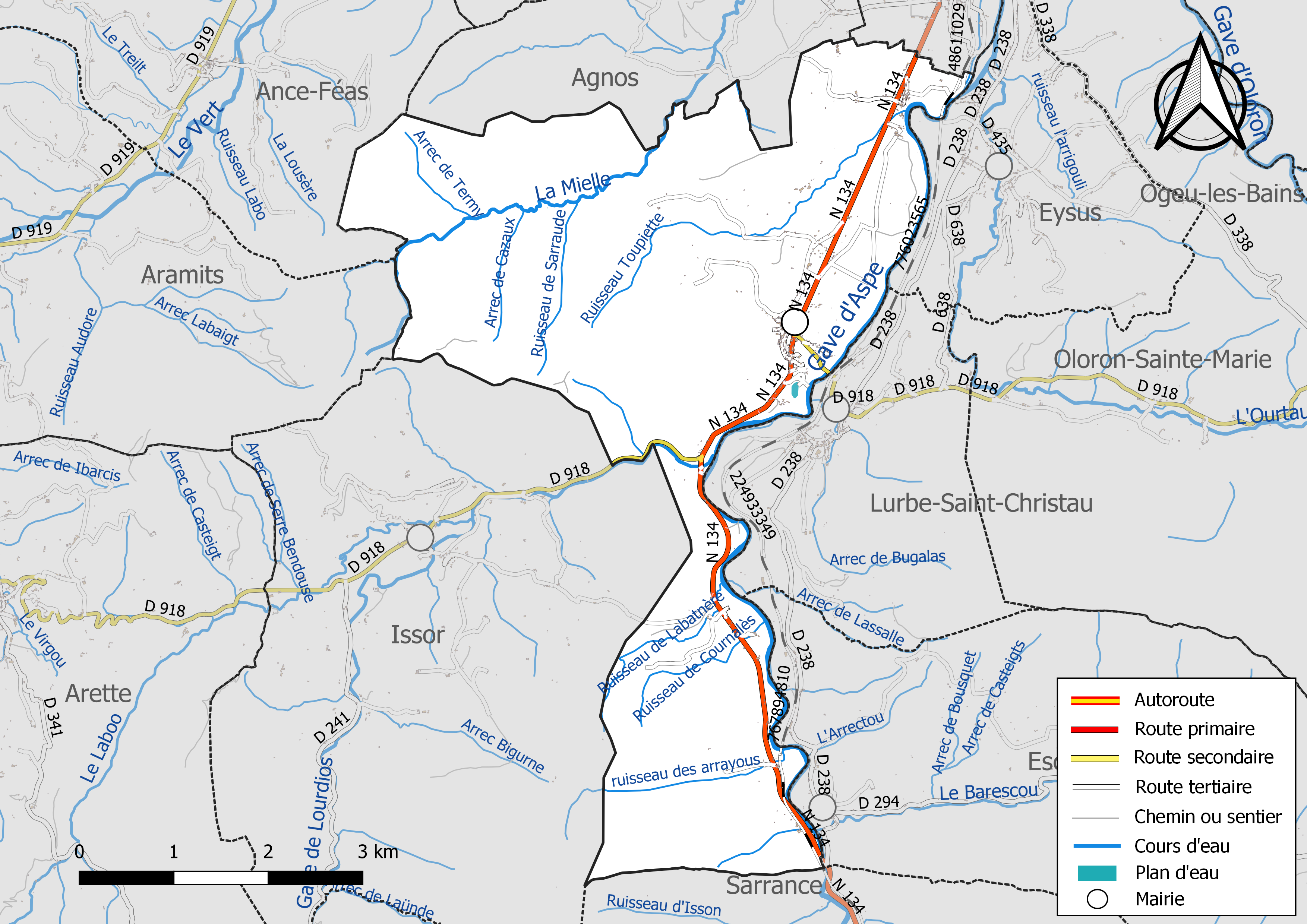
Réseaux hydrographique et routier d'Asasp-Arros.

Située dans le bassin versant de l'Adour, la commune est traversée par le gave d'Aspe (qui alimente le gave d'Oloron) et par ses affluents, le gave de Lourdios, les ruisseaux le Barescou, Toupiette, de Labatnère, de Cournalès, l'Arrectou, les arrècs de Bugalas, de Lassalle et des Abérats.
Un autre affluent du gave d'Oloron, le ruisseau la Mielle (qui prend sa source sur la commune) et ses tributaires, le ruisseau de Sarraude et les arrècs de Cazaux et de Termy, coulent également sur le territoire de la commune.

### Climat
Pour des articles plus généraux, voir Climat de la Nouvelle-Aquitaine et Climat des Pyrénées-Atlantiques.
Historiquement, la commune est exposée à un climat de montagne.  
En 2020, Météo-France publie une typologie des climats de la France métropolitaine dans laquelle la commune est toujours exposée à un climat de montagne et est dans la région climatique Pyrénées atlantiques, caractérisée par une pluviométrie élevée (>1 200 mm/an) en toutes saisons, des hivers très doux (7,5 °C en plaine) et des vents faibles.
Pour la période 1971-2000, la température annuelle moyenne est de 13,3 °C, avec une amplitude thermique annuelle de 13,2 °C. Le cumul annuel moyen de précipitations est de 1 562 mm, avec 12,1 jours de précipitations en janvier et 9,6 jours en juillet. Pour la période 1991-2020, la température moyenne annuelle observée sur la station météorologique la plus proche, située sur la commune d'Oloron-Sainte-Marie à 8 km à vol d'oiseau, est de 13,1 °C et le cumul annuel moyen de précipitations est de 1 491,4 mm,. Pour l'avenir, les paramètres climatiques de la commune estimés pour 2050 selon différents scénarios d’émission de gaz à effet de serre sont consultables sur un site dédié publié par Météo-France en novembre 2022.

### Patrimoine environnemental
Un domaine boisé important, sillonné de chemins de randonnées, s'étend sur la commune.
Le pic Bellevue, également appelé pic Cambet, culmine à 681 mètres, la soum du Caut à 689 mètres, la soum de Las Osques à 691 mètres et le pic Pédeher à 712 mètres. Enfin, à la frontière avec Issor, la soum d’Athay se dresse à 728 mètres et celle de Ségu à 768 mètres.

## Urbanisme

### Typologie
Au 1er janvier 2024, Asasp-Arros est catégorisée commune rurale à habitat dispersé, selon la nouvelle grille communale de densité à sept niveaux définie par l'Insee en 2022.
Elle est située hors unité urbaine. Par ailleurs la commune fait partie de l'aire d'attraction d'Oloron-Sainte-Marie, dont elle est une commune de la couronne,. Cette aire, qui regroupe 44 communes, est catégorisée dans les aires de moins de 50 000 habitants,.

### Occupation des sols

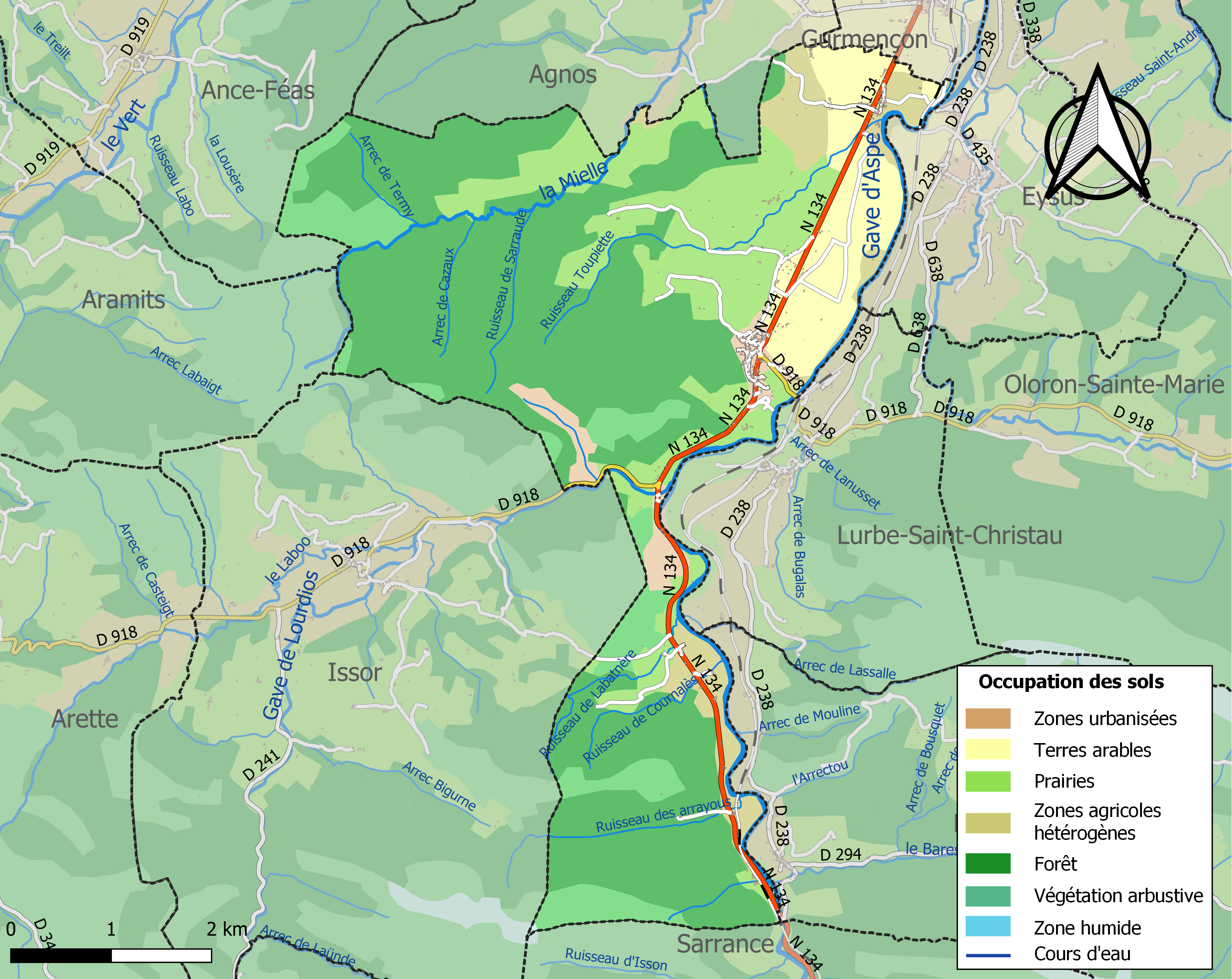
Carte des infrastructures et de l'occupation des sols de la commune en 2018 (CLC).

L'occupation des sols de la commune, telle qu'elle ressort de la base de données européenne d’occupation biophysique des sols Corine Land Cover (CLC), est marquée par l'importance des forêts et milieux semi-naturels (59,9 % en 2018), en diminution par rapport à 1990 (60,8 %). La répartition détaillée en 2018 est la suivante : 
forêts (51 %), prairies (20,2 %), terres arables (9,4 %), milieux à végétation arbustive et/ou herbacée (8,9 %), zones agricoles hétérogènes (7,4 %), zones urbanisées (1,1 %), espaces verts artificialisés, non agricoles (1,1 %), mines, décharges et chantiers (1 %). L'évolution de l’occupation des sols de la commune et de ses infrastructures peut être observée sur les différentes représentations cartographiques du territoire : la carte de Cassini (XVIIIe siècle), la carte d'état-major (1820-1866) et les cartes ou photos aériennes de l'IGN pour la période actuelle (1950 à aujourd'hui).

### Lieux-dits et hameaux
- Arenguet[6]
- Arripe[6],[20]
- Arros-d'Oloron[6]
- Asasp[6]
- Athay (rocher d')[6]
- Auquis[6]
- Ayestène[6]
- Bellevue[6]
- Bernet[6]
- Bordis[6]
- Boumayou[6],[20]
- Bourderot (moulin de)[6]
- La Bourdette[6]
- Bourdette (soum des)[6]
- Cambet (col de - 578 mètres)[6]
- Carrère[6]
- Casaudoumecq[6]
- Castets[6]
- Cazaux[6]
- Chichet[6]
- Cousté[6]
- Croharé[6]
- Esparbé (talou d')[6]
- Estrabeau[6]
- Feugas[6]
- Fouistou[6]
- Garay (bois de)[6]
- Gouadain[6]
- Granet[6]
- Hourc-Gros[6],[20]
- Les Indes[6]
- Jeannot[6]
- Jean-Petit[6]
- Juncas[6]
- Labatnère[6]
- Laborde[6]
- Lacabe[6]
- Lacanette (fontaine)[6]
- Le Lagnos[6],[20]
- Lalanne[6]
- Lalanne (calvaire)[6]
- Lassalette de l'Arrayous[6]
- Lestelle[6]
- Les Louzères[6]
- Magendie[6]
- Maunas[6]
- Minvielle[6]
- Mirandette[6]
- Monlong[6],[20]
- Le Pacq[6]
- Payssas[6]
- Perte[6]
- Peyre[6]
- Poey[6]
- Pucheu[6]
- Ségu[6],[20]
- Serrelongue (bois de)[6]
- Serre-Sècque (col de - 509 mètres)[6]
- Soum Artigue[6]
- Tachouas[6],[20]
- Termy (forêt de)[6]

### Voies de communication et transports
Asasp-Arros est desservie par la route nationale 134, entre Pau et le col du Somport et par la route départementale 918, qui mène à Argelès-Gazost.

### Risques majeurs
Le territoire de la commune d'Asasp-Arros est vulnérable à différents aléas naturels : météorologiques (tempête, orage, neige, grand froid, canicule ou sécheresse), inondations, feux de forêts, mouvements de terrains et séisme (sismicité moyenne). Un site publié par le BRGM permet d'évaluer simplement et rapidement les risques d'un bien localisé soit par son adresse soit par le numéro de sa parcelle.
Certaines parties du territoire communal sont susceptibles d’être affectées par le risque d’inondation par une crue torrentielle ou à montée rapide de cours d'eau, notamment le gave d'Aspe, le gave de Lourdios et la Mielle. La commune a été reconnue en état de catastrophe naturelle au titre des dommages causés par les inondations et coulées de boue survenues en 1982, 2009 et 2022,.
Asasp-Arros est exposée au risque de feu de forêt. En 2020, le premier plan de protection des forêts contre les incendies (PDPFCI) a été adopté pour la période 2020-2030. La réglementation des usages du feu à l’air libre et les obligations légales de débroussaillement dans le département des Pyrénées-Atlantiques font l'objet d'une consultation de public ouverte du 16 septembre au 7 octobre 2022,.
Les mouvements de terrains susceptibles de se produire sur la commune sont des mouvements de sols liés à la présence d'argile et des affaissements et effondrements liés aux cavités souterraines (hors mines). Afin de mieux appréhender le risque d’affaissement de terrain, un inventaire national permet de localiser les éventuelles cavités souterraines sur la commune.

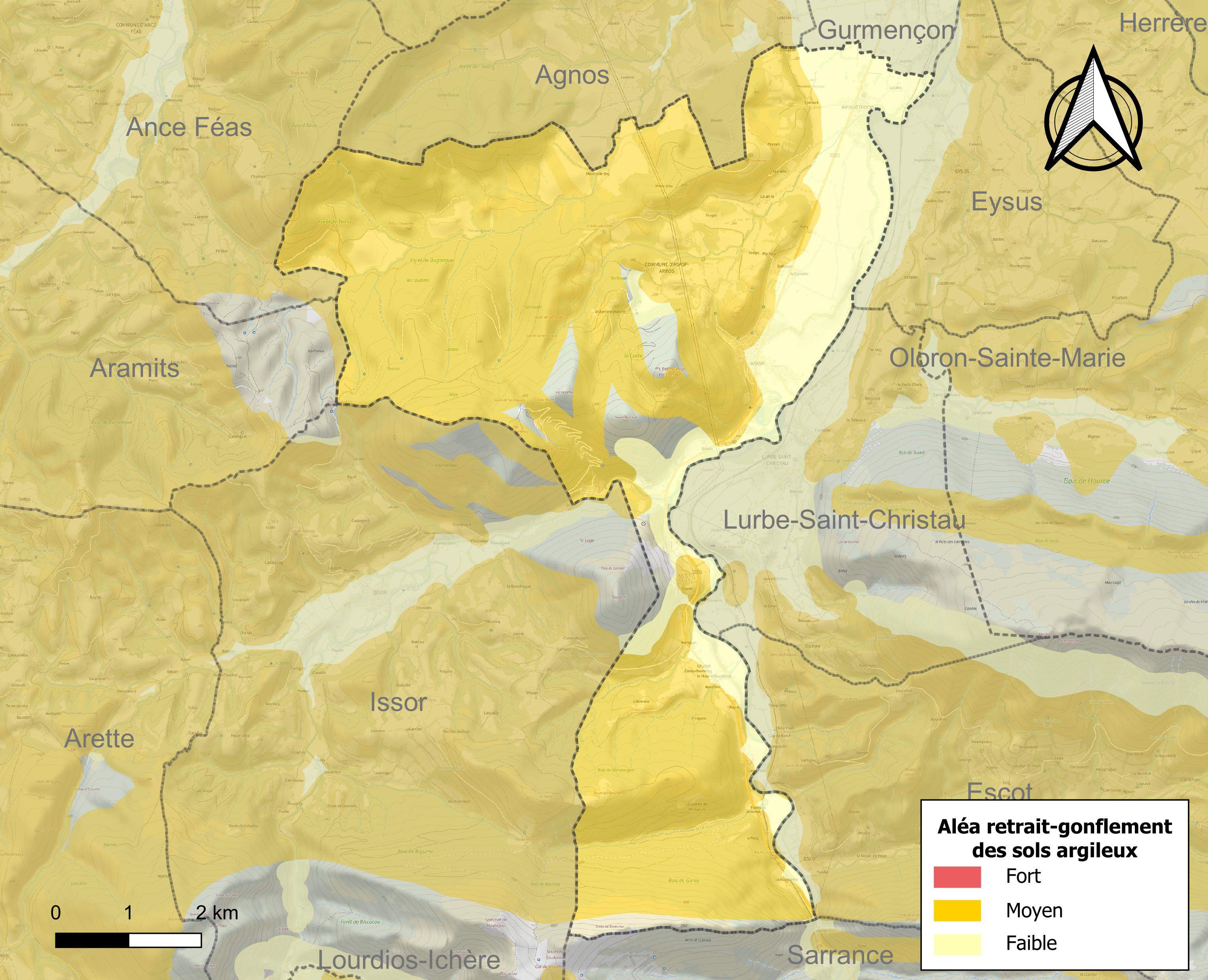
Carte des zones d'aléa retrait-gonflement des sols argileux d'Asasp-Arros.

Le retrait-gonflement des sols argileux est susceptible d'engendrer des dommages importants aux bâtiments en cas d’alternance de périodes de sécheresse et de pluie. 77,6 % de la superficie communale est en aléa moyen ou fort (59 % au niveau départemental et 48,5 % au niveau national). Depuis le 1er octobre 2020, en application de la loi ELAN, différentes contraintes s'imposent aux vendeurs, maîtres d'ouvrages ou constructeurs de biens situés dans une zone classée en aléa moyen ou fort,.

## Toponymie
Le toponyme Asasp apparaît sous les formes Asap (1364, fors de Béarn), Azasp (1375, contrats de Luntz), Asasp (vers 1630, d'après Pierre de Marca, Histoire de Béarn) et Asasp sur la carte de Cassini (fin XVIIIe siècle).
Michel Grosclaude indique qu’Asasp est apparenté au basque as/aitz (« pointe rocheuse ») et aspi (« derrière »), soit « sous la pointe rocheuse ».
Le toponyme Arros est mentionné dès le XIIe siècle (titres de Gabas) ainsi qu’en 
1220 (for d'Oloron, sur copie de 1551), 1249 (sentence sur le Josbaig, vidimus de 1464), 1367 (cartulaire d'Oloron), 1380 (archives départementales des Pyrénées-Atlantiques) et sur la carte de Cassini (fin XVIIIe siècle).
D’après Michel Grosclaude, Arros provient du radical basque (h)arr (« pierre ») ou d'un ancien propriétaire Arro, augmenté dans les deux cas du suffixe aquitain -ossum, soit donc « lieu de pierre » ou « domaine d’Arro ».
À partir de 1956, et jusqu'en 1971, date de sa fusion avec Asasp, Arros s'est appelée Arros-d'Oloron, pour se différencier d'Arros-de-Nay.
Son nom béarnais est Asasp-Arros.
Arripe est une ferme d’Asasp, déjà mentionnée en 1385 (censier de Béarn).
Attay est une lande d’Asasp, citée par le dictionnaire de 1863.
Boumayou est un hameau, déjà référencé par le dictionnaire de 1863, tout comme les écarts d’Asasp, Castetgouly et Castetmans.
Le dictionnaire de 1863 mentionne une lande du nom de Caup.
La Courtie était un écart d’Asasp cité par le dictionnaire de 1863.
Croues, autre lande d’Asasp, apparaît dans le terrier d’Asasp, en 1778, sous  la graphie Couroues.
Domec est un fief vassal de la vicomté de Béarn, cité en 1863 par le dictionnaire topographique Béarn-Pays basque. Il apparaît sous les graphies Domec-Poe et la Domecq (respectivement 1538 et 1546, réformation de Béarn).
Hourcq désignait en 1863 une lande d’Asasp.
Le Lagnos est un bois d’Asasp, qu’en 1538, la réformation de Béarn notait Lo Lanhos.
Monlong est référencé en 1863 comme une lande d’Asasp, tout comme Tachouas.
Ségu est un mont dont l’emprise s’étend sur Asasp et Issor.

## Histoire
Paul Raymond note qu'en 1385, Asasp comptait 17 feux et Arros 7. Toutes deux dépendaient du bailliage d'Oloron.
La commune d'Arros comptait une abbaye laïque, vassale de la vicomté de Béarn.
Le 1er janvier 1973 (arrêté préfectoral du 29 décembre 1972), la commune d'Arros-d'Oloron (dénommée Arros jusqu'en 1956) est absorbée par Asasp pour former la nouvelle commune de Asasp-Arros.

## Politique et administration

### Liste des maires
| Période                                  | Période  | Identité              | Étiquette | Qualité |
| ---------------------------------------- | -------- | --------------------- | --------- | ------- |
| 1995                                     | 2001     | Henri Navailles       |           |         |
| 2001                                     | 2005     | Vincent Poey          |           |         |
| 2005                                     | 2014     | André Minjuzan        |           |         |
| mars 2014                                | mai 2020 | Bernard Mora          | PCF       |         |
| mai 2020                                 | En cours | Roland Benoît Laperne | DVG       |         |
| Les données manquantes sont à compléter. |          |                       |           |         |

### Intercommunalité
La commune fait partie de sept structures intercommunales :
- la communauté de communes du Haut Béarn ;
- le syndicat d'énergie des Pyrénées-Atlantiques ;
- le syndicat de la source de la Colombe ;
- le syndicat de regroupement pédagogique des communes de Lurbe et d'Asasp-Arros ;
- le syndicat de télévision d'Oloron-vallée d'Aspe ;
- le syndicat intercommunal d'assainissement de la porte d'Aspe ;
- le syndicat mixte de production d'eau potable Jean Petit.

## Population et société

### Démographie
Le nom des habitants est Asaspois,.
Paul Raymond note qu'en 1385 Arros comptait 7 feux.
L'évolution du nombre d'habitants est connue à travers les recensements de la population effectués dans la commune depuis 1793. Pour les communes de moins de 10 000 habitants, une enquête de recensement portant sur toute la population est réalisée tous les cinq ans, les populations de référence des années intermédiaires étant quant à elles estimées par interpolation ou extrapolation. Pour la commune, le premier recensement exhaustif entrant dans le cadre du nouveau dispositif a été réalisé en 2007.

En 2022, la commune comptait 492 habitants, en évolution de +4,24 % par rapport à 2016 (Pyrénées-Atlantiques : +3,78 %, France hors Mayotte : +2,11 %).
| 1793 | 1800 | 1806 | 1821 | 1831 | 1836 | 1841 | 1846 | 1851 |
| ---- | ---- | ---- | ---- | ---- | ---- | ---- | ---- | ---- |
| 602  | 517  | 611  | 563  | 713  | 751  | 766  | 718  | 741  |

| 1856 | 1861 | 1866 | 1872 | 1876 | 1881 | 1886 | 1891 | 1896 |
| ---- | ---- | ---- | ---- | ---- | ---- | ---- | ---- | ---- |
| 642  | 649  | 619  | 583  | 543  | 513  | 502  | 491  | 495  |

| 1901 | 1906 | 1911 | 1921 | 1926 | 1931 | 1936 | 1946 | 1954 |
| ---- | ---- | ---- | ---- | ---- | ---- | ---- | ---- | ---- |
| 465  | 511  | 560  | 489  | 438  | 482  | 421  | 407  | 431  |

| 1962 | 1968 | 1975 | 1982 | 1990 | 1999 | 2006 | 2007 | 2012 |
| ---- | ---- | ---- | ---- | ---- | ---- | ---- | ---- | ---- |
| 434  | 395  | 566  | 564  | 601  | 547  | 524  | 520  | 487  |

| 2017 | 2022 | - | - | - | - | - | - | - |
| ---- | ---- | - | - | - | - | - | - | - |
| 461  | 492  | - | - | - | - | - | - | - |

De 1793 à 1968, la population indiquée ne reflète que celle d'Asasp, encore séparé d’Arros-d’Oloron, dont la population durant cette même période est décrite ci-dessous.
| 1793 | 1800 | 1806 | 1821 | 1831 | 1836 | 1841 | 1846 | 1851 |
| ---- | ---- | ---- | ---- | ---- | ---- | ---- | ---- | ---- |
| 182  | 157  | 157  | 179  | 200  | 204  | 177  | 193  | 189  |

| 1856 | 1861 | 1866 | 1872 | 1876 | 1881 | 1886 | 1891 | 1896 |
| ---- | ---- | ---- | ---- | ---- | ---- | ---- | ---- | ---- |
| 170  | 210  | 211  | 215  | 205  | 201  | 202  | 140  | 148  |

| 1901 | 1906 | 1911 | 1921 | 1926 | 1931 | 1936 | 1946 | 1954 |
| ---- | ---- | ---- | ---- | ---- | ---- | ---- | ---- | ---- |
| 150  | 148  | 144  | 116  | 117  | 107  | 101  | 108  | 113  |

| 1962 | 1968 | - | - | - | - | - | - | - |
| ---- | ---- | - | - | - | - | - | - | - |
| 113  | 106  | - | - | - | - | - | - | - |

Asasp-Arros fait partie de l'aire d'attraction d'Oloron-Sainte-Marie.

### Enseignement
La commune dispose d'une école élémentaire.

### Sports

#### Rugby à XV
- AS Asasp-Arros (ASAAR)
  - Le club de rugby (l'ASAAR) évolue dans le championnat de France de rugby à XV de 2e série[Quand ?].
  - L'AS Asasp-Arros a été vice-champion de France de 2e série en 2004
- Entente Aramits-Asasp
  - L'Entente Aramits-Asasp qui a évolué en Fédérale 2 et en Fédérale 3 lors de la saison 2017-2018

#### Basket-ball
Le Basket Club Haut-Béarn, né de la fusion en 2006 avec le club de basket d'Agnos, évolue en championnat Excellence (1re division départementale).

## Économie
L'activité est principalement agricole (élevage, pâturages, polyculture). La commune fait partie de la zone d'appellation de l'ossau-iraty. La qualité des eaux des gaves a permis le développement de la pisciculture.
Une usine hydroélectrique a été construite au confluent du gave d'Aspe et de celui du Lourdios.

## Culture locale et patrimoine

### Lieux et monuments

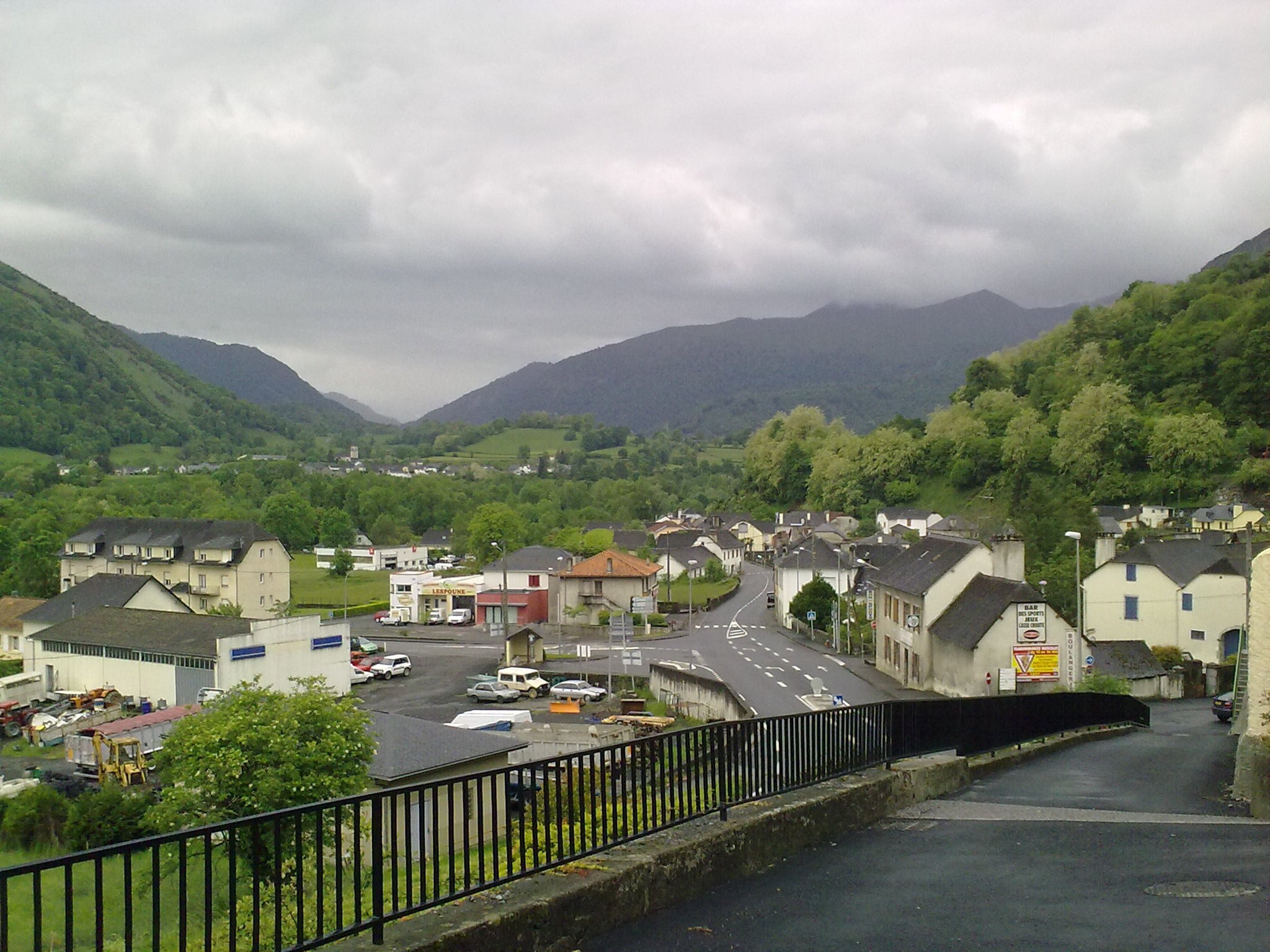
Asasp-Arros, depuis la mairie.
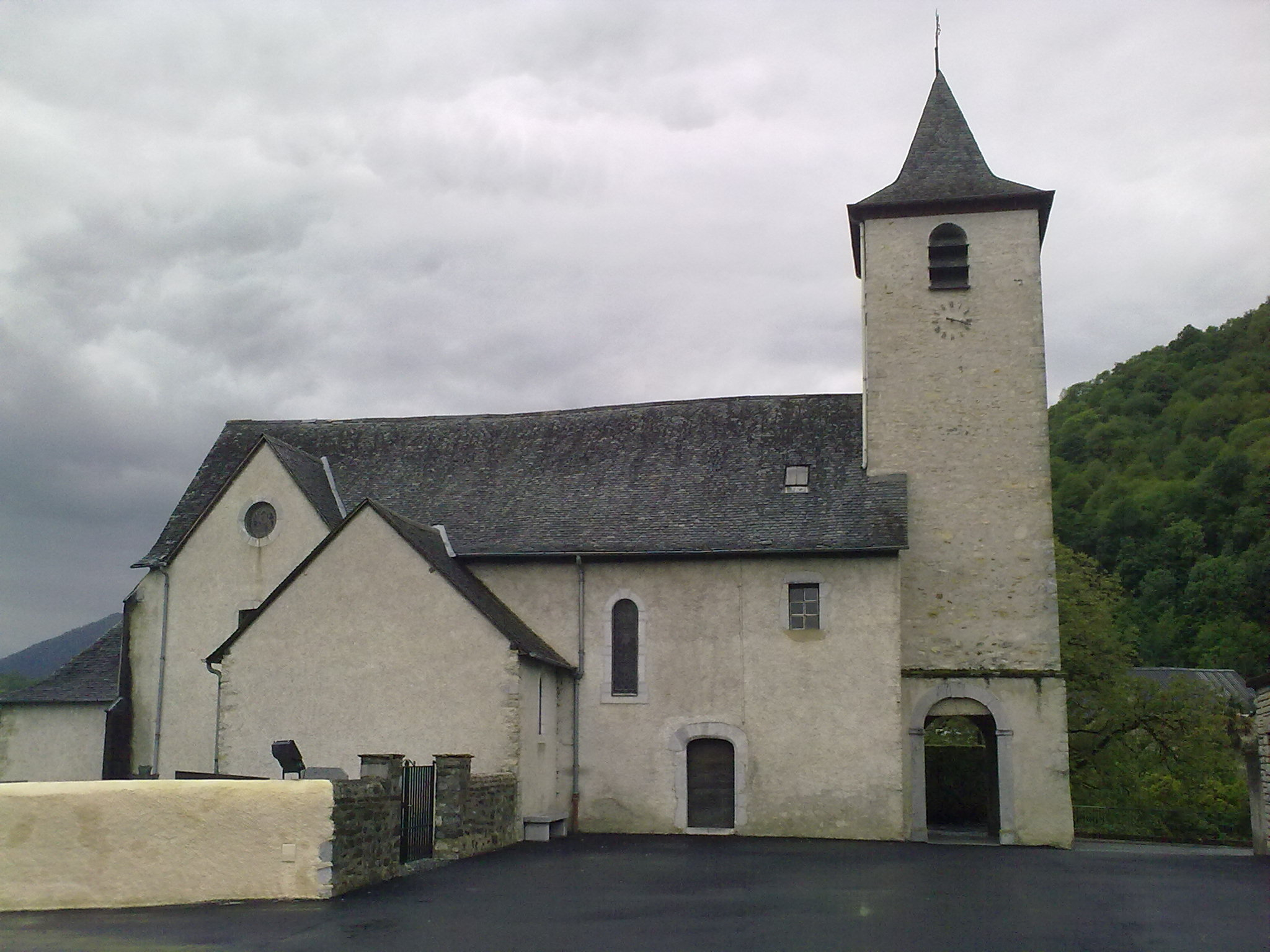
L'église Saint-Jean-l'Évangéliste d'Asasp
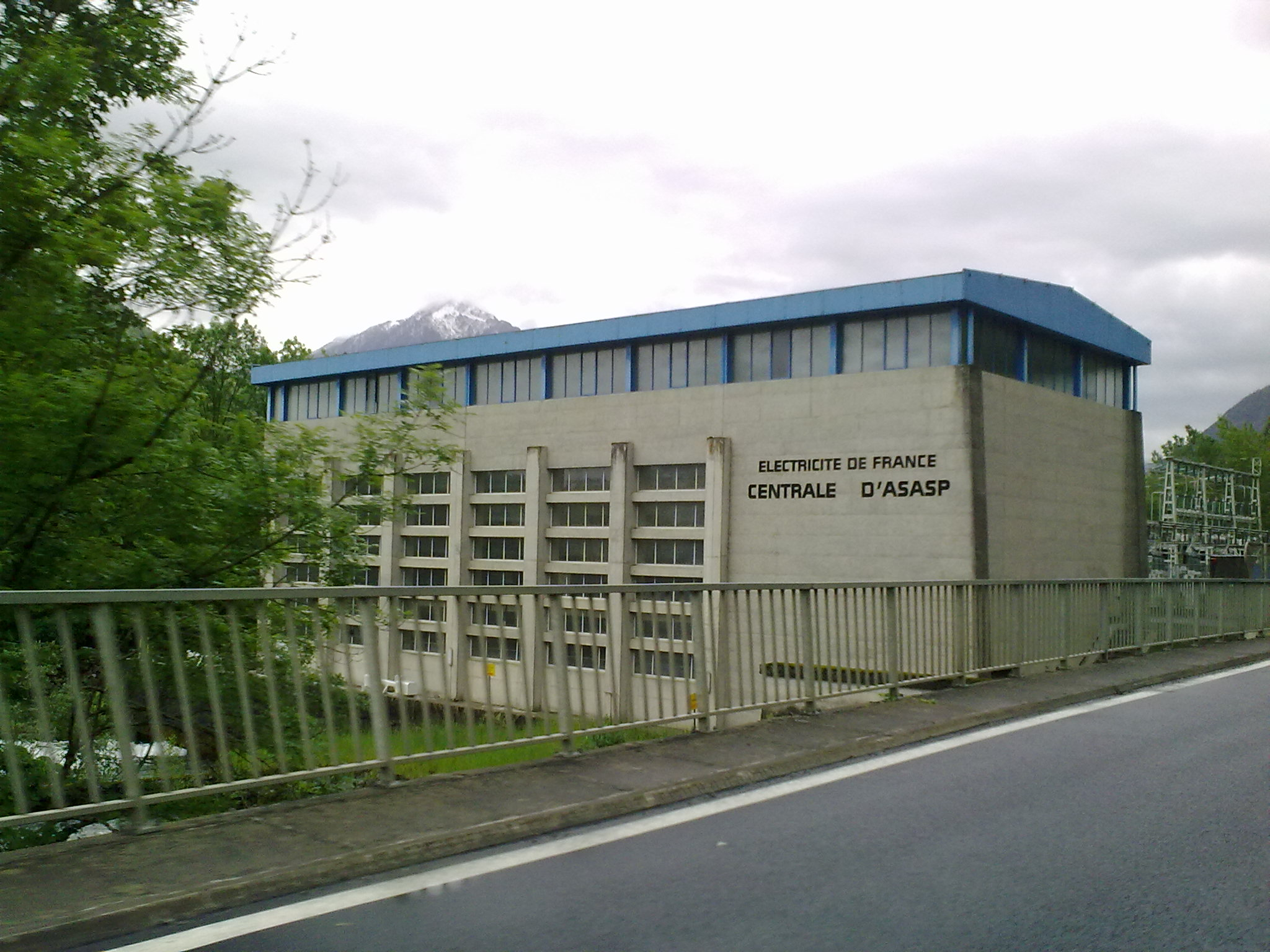
Centrale hydro électrique de Asasp-Arros.
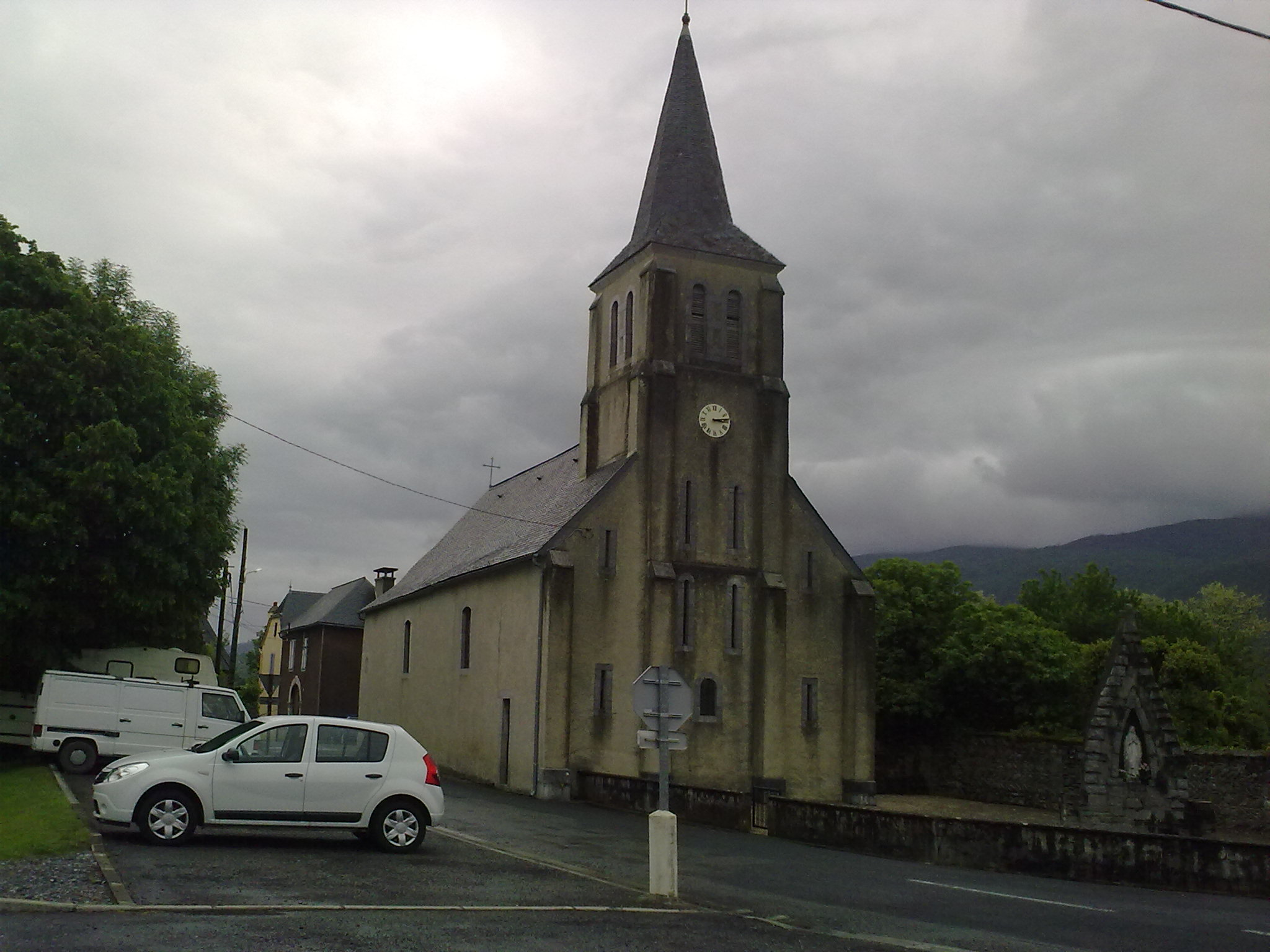
L'église Saint-Vincent-Diacre d'Arros.
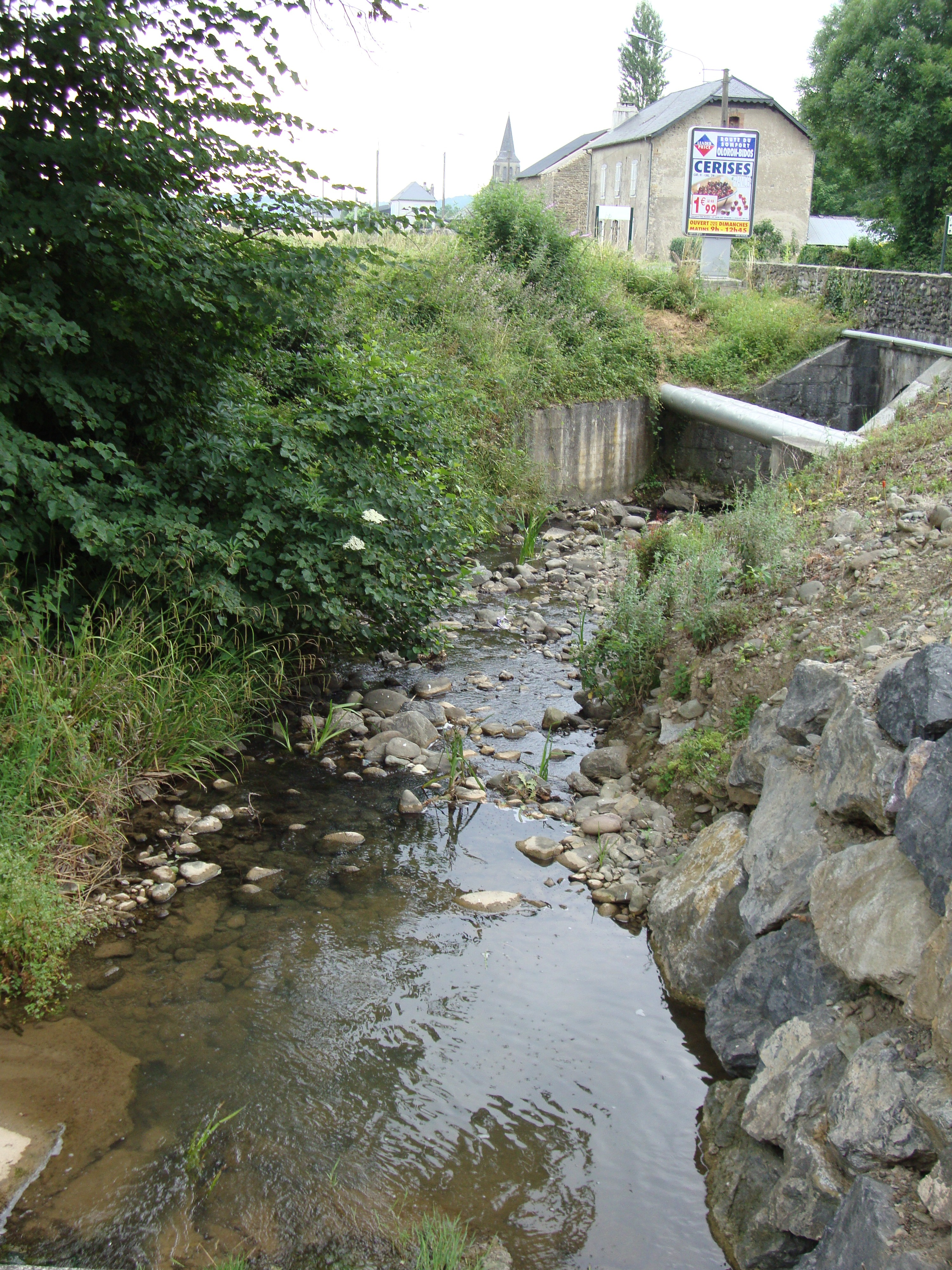
La Toupiette à Arros.
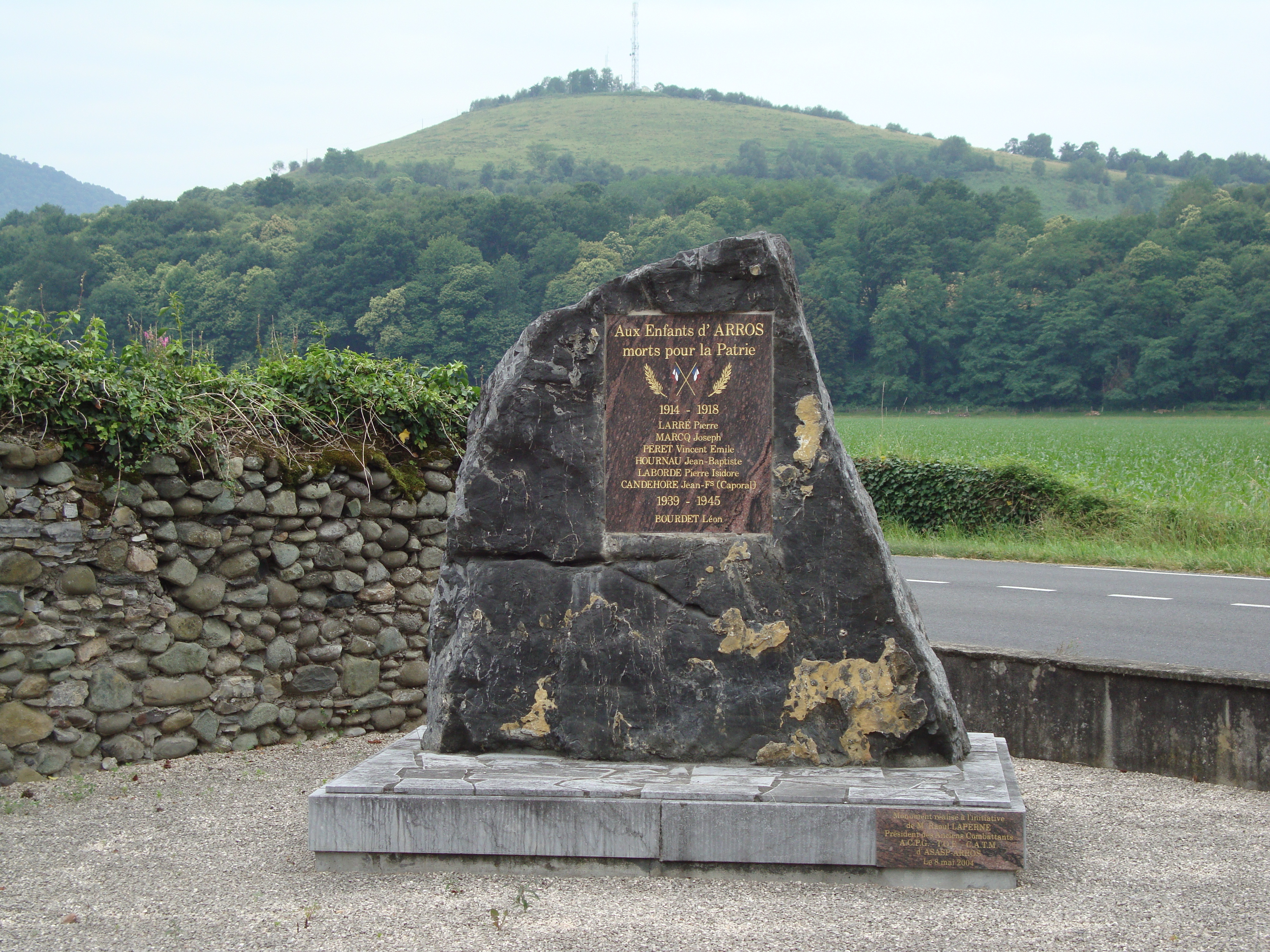
Monument aux morts à Arros.
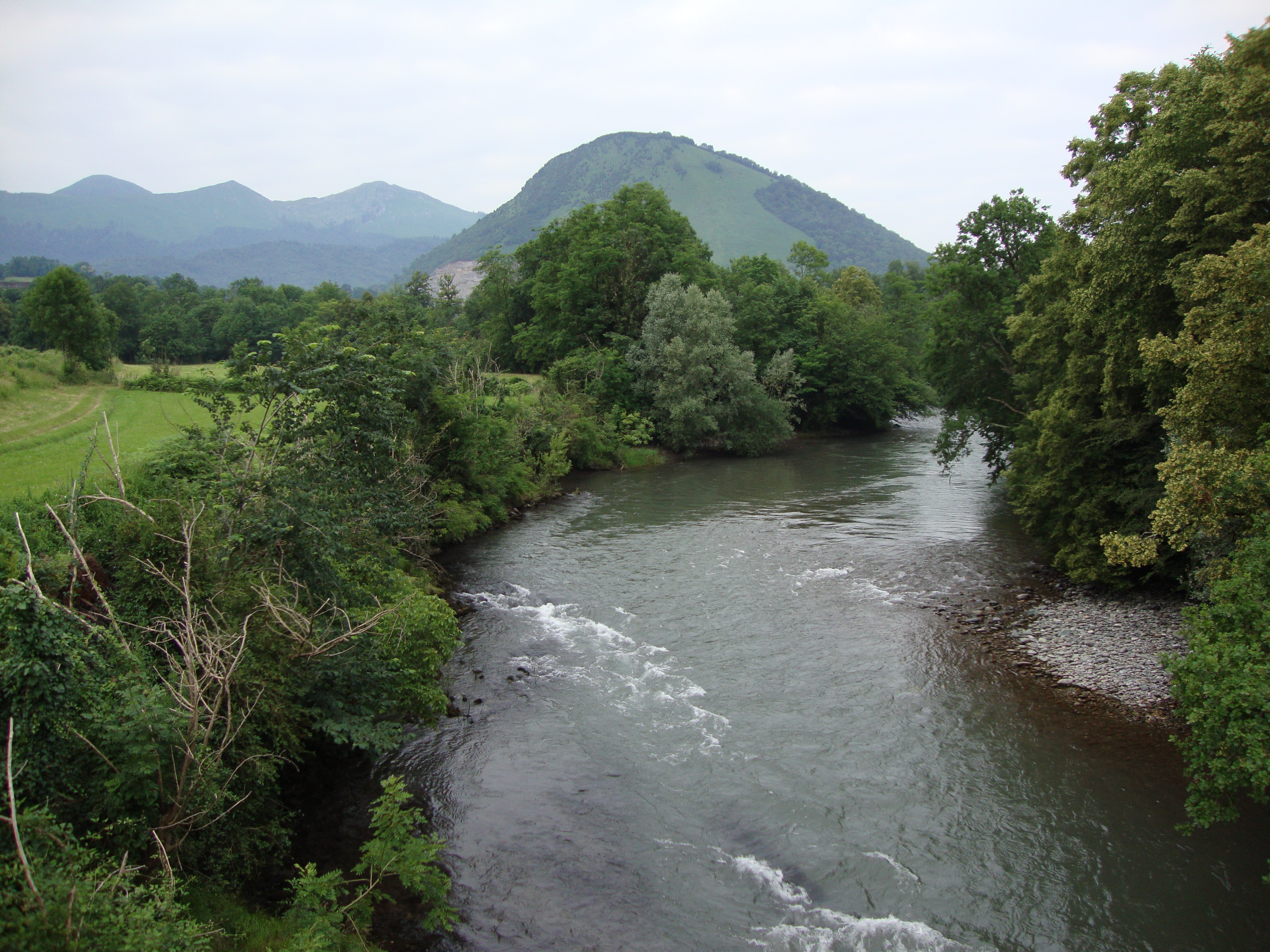
gave d'Aspe à Asasp.

#### Patrimoine civil
Jusqu'en 1494, une digue sur le gave d'Aspe reliait Lurbe à Asasp. Elle fut ensuite remplacée par un pont, faisant du village une étape importante sur une voie secondaire de la via Podiensis (ou route du Puy), l'un des chemins contemporains du pèlerinage de Saint-Jacques-de-Compostelle.

#### Patrimoine religieux
Les églises Saint-Jean-l'Évangéliste d'Asasp et  Saint-Vincent-Diacre d'Arros datent toutes deux du XIXe siècle et sont répertoriées à Inventaire général du patrimoine culturel.
Les monuments historiques ont classé la clôture de chœur de l'église d'Asasp et la peinture du plafond de l'église d'Arros.
D'autres éléments de ces églises sont également classés à titre d'objets, sans que les fiches du ministère de la Culture ne précisent le lieu exact. Ainsi, il faut mentionner trois autels retables du XVIIIe siècle,, et un tableau du XVIIe siècle figurant l'agonie du Christ.

## Pour approfondir